# Io con voi/Anche tu vedrai
Io con voi/Anche tu vedrai è un album in studio di Marcello Giombini, pubblicato dalla Pro Civitate Christiana nel 1969  ristampato nel 1970 e successivamente anche nel 1972. Si tratta del primo album della raccolta Salmi per il nostro tempo. È stato interpretato dal gruppo beat Clan Alleluia, con le voci soliste di Ernesto Brancucci, Alessandro Colavicchi e Mario Dalmazzo.
È stato registrato agli studi International Recording di Roma.

## Tracce
Lato A
1. Io con voi
2. Voi v'illudete
3. Ho lottato tanto in questo giorno
4. Quando ti chiamo, rispondimi
5. All'alba
6. Se un uomo
7. Perdoniamo
8. Ti cantano i cieli
9. Vorrei gridare al mondo
10. Esiste tanta gente

Lato B
1. Anche tu vedrai
2. Parole, parole...
3. Camminerò tra la gente
4. Una voce mi diceva
5. Quando busserò
6. A te canto
7. Tu m'hai creato
8. Sei con me
9. I cieli parlano
10. Una guerra d'amore

## Formazione
- Paolo Taddia – batteria
- Alberto Ciacci – basso
- Marcello Giombini – organo
- Gerolamo Gilardi, Mario Molino – chitarra
- Maria Cristina Brancucci, Ernesto Brancucci, Margherita Brancucci, Alessandro Colavicchi, Mario Dalmazzo – voce[2]